# Serinus reichardi
Serinus reichardi là một loài chim trong họ Fringillidae.